# خورشیدگرفتگی ۲۲ ژوئیه ۱۹۷۱
خورشیدگرفتگی ۲۲ ژوئیه ۱۹۷۱ (به انگلیسی: Solar eclipse of July 22, 1971) یک خورشیدگرفتگی از نوع خورشیدگرفتگی جزئی است. این خورشیدگرفتگی در تاریخ ۲۲ ژوئیه ۱۹۷۱ میلادی (‎۳۱ تیر ۱۳۵۰ خورشیدی) روی داد که زمان اوج آن، ساعت ۹:۳۱:۵۵ به‌وقت ساعت هماهنگ جهانی بوده‌است.